# Etiënne Reijnen
Etiënne Reijnen (Zwolle, 5 aprile 1987) è un allenatore di calcio, dirigente sportivo ed ex calciatore olandese, di ruolo difensore, attuale assistente tecnico del Feyenoord.

## Carriera

### Giocatore
Viene acquistato dall'AZ Alkmaar il 31 gennaio 2011 per 100000 € quando era allo Zwolle.
Segna il suo primo gol in Eredivisie il 2 dicembre 2012 nella sconfitta per 2-1 contro l'Utrecht.

#### Allenatore
Il 23 febbraio 2025 viene ingaggiato dal Feyenoord, nel ruolo di assistente tecnico, all'interno dello staff del neo allenatore Robin van Persie.

## Palmarès

### Club

#### Competizioni nazionali
- Coppa dei Paesi Bassi: 1 : 1

AZ Alkmaar: 2012-2013